# Miloš Obilić
|  | Dieser Artikel oder Abschnitt wurde wegen inhaltlicher Mängel auf der Qualitätssicherungsseite der Redaktion Geschichte eingetragen (dort auch Hinweise zur Abarbeitung dieses Wartungsbausteins). Dies geschieht, um die Qualität der Artikel im Themengebiet Geschichte auf ein akzeptables Niveau zu bringen. Dabei werden Artikel gelöscht, die nicht signifikant verbessert werden können. Bitte hilf mit, die Mängel dieses Artikels zu beseitigen, und beteilige dich bitte an der Diskussion! |

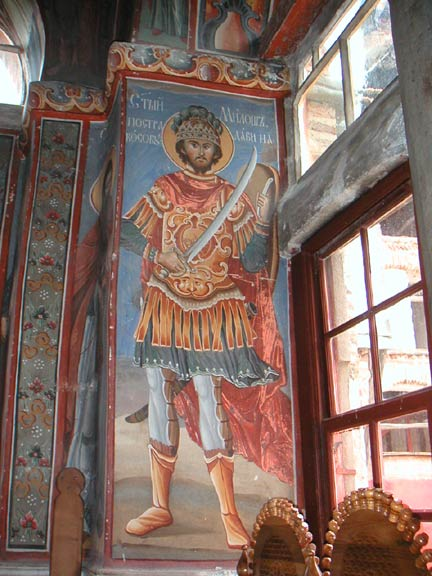
Fresko Miloš Obilićs im Primatkloster der Serbisch-Orthodoxen Kirche Hilandar. Das Fresko im Katholikon des Klosters aus der Zeit der Übermalung der ursprünglichen mittelalterlichen Fresken Hilandars zeigt, dass sich die Kosovo-Legende mit der finalen Ausarbeitung der Prosadichtung Legende vom Amselfeld (Priča o boju kosovskom) gegen Ende des 17. Jahrhunderts über weite Teile der Balkanhalbinsel verbreitet hatte. Über die volkstümliche Popularität fand das Fresko Miloš Obilić, der keine spezielle sakrale Funktion in der Orthodoxen Kirche erfüllte, auch Einzug in die Dekoration der Kirche.

Miloš Obilić (serbisch-kyrillisch Милош Обилић; * um 1350; † 15. Juni 1389 auf dem Amselfeld) war der Legende nach ein serbischer Ritter und Adliger, der von vielen Serben als Nationalheld verehrt wird. In der Schlacht auf dem Amselfeld, in welcher die Serben mit ihren Verbündeten dem damals großmächtigen osmanischen Heer gegenüberstanden, soll er den osmanischen Sultan Murad I. getötet haben. Die Erinnerung an ihn ist immer noch tief im serbischen Bewusstsein und in der serbischen Geschichte verankert. Obilić steht als Symbol für die Tapferkeit, die Bewegung gegen die Tyrannei und für das Heldentum. Als Erinnerung an den Tag der Schlacht dient der Vidovdan, der besonders in Serbien gefeiert wird.
Über die Person Miloš Obilićs finden sich in historischen Quellen keine genaueren gesicherten Angaben.

## Legenden

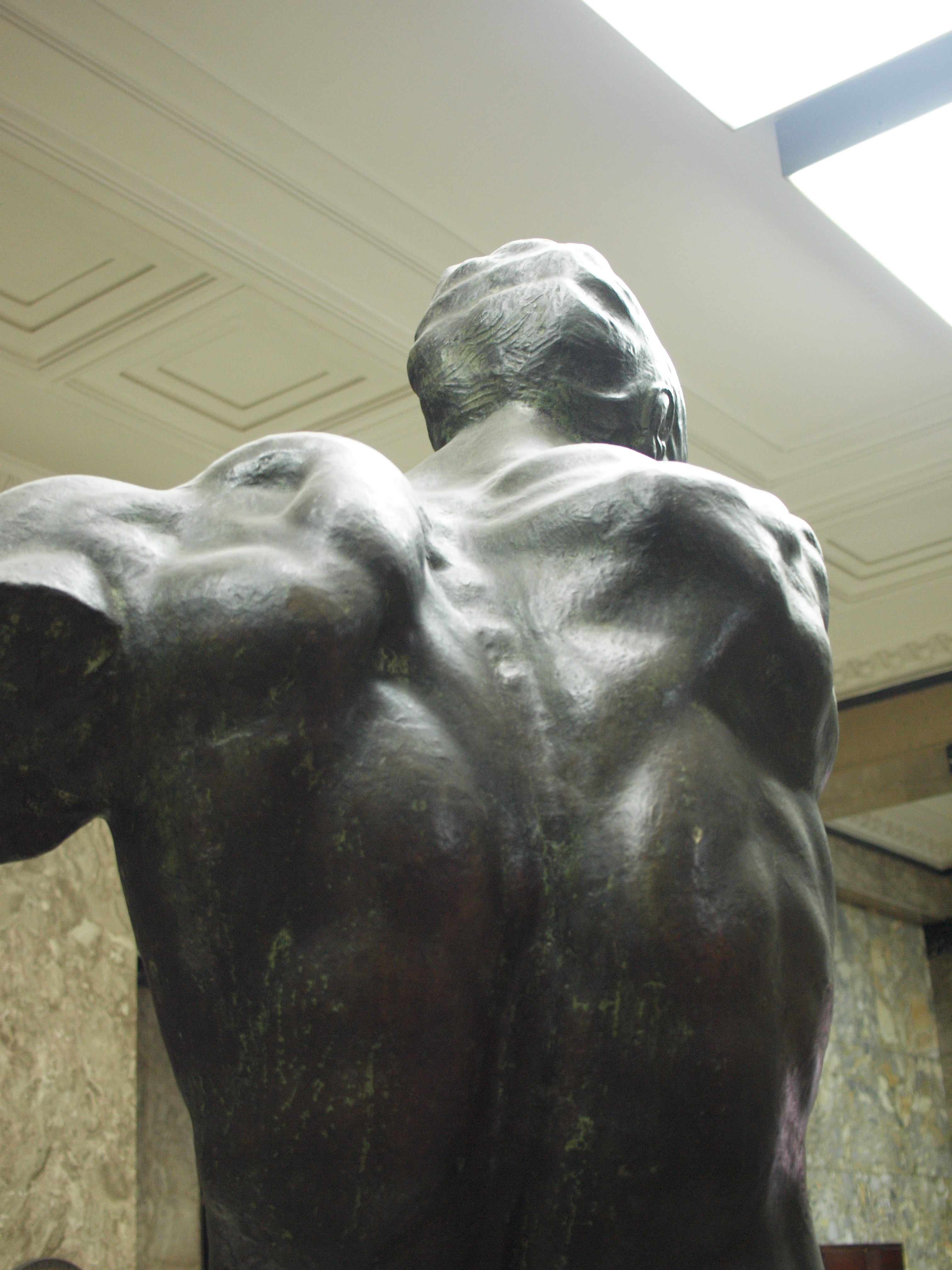
Bronze des Miloš Obilić, Ivan Meštrović

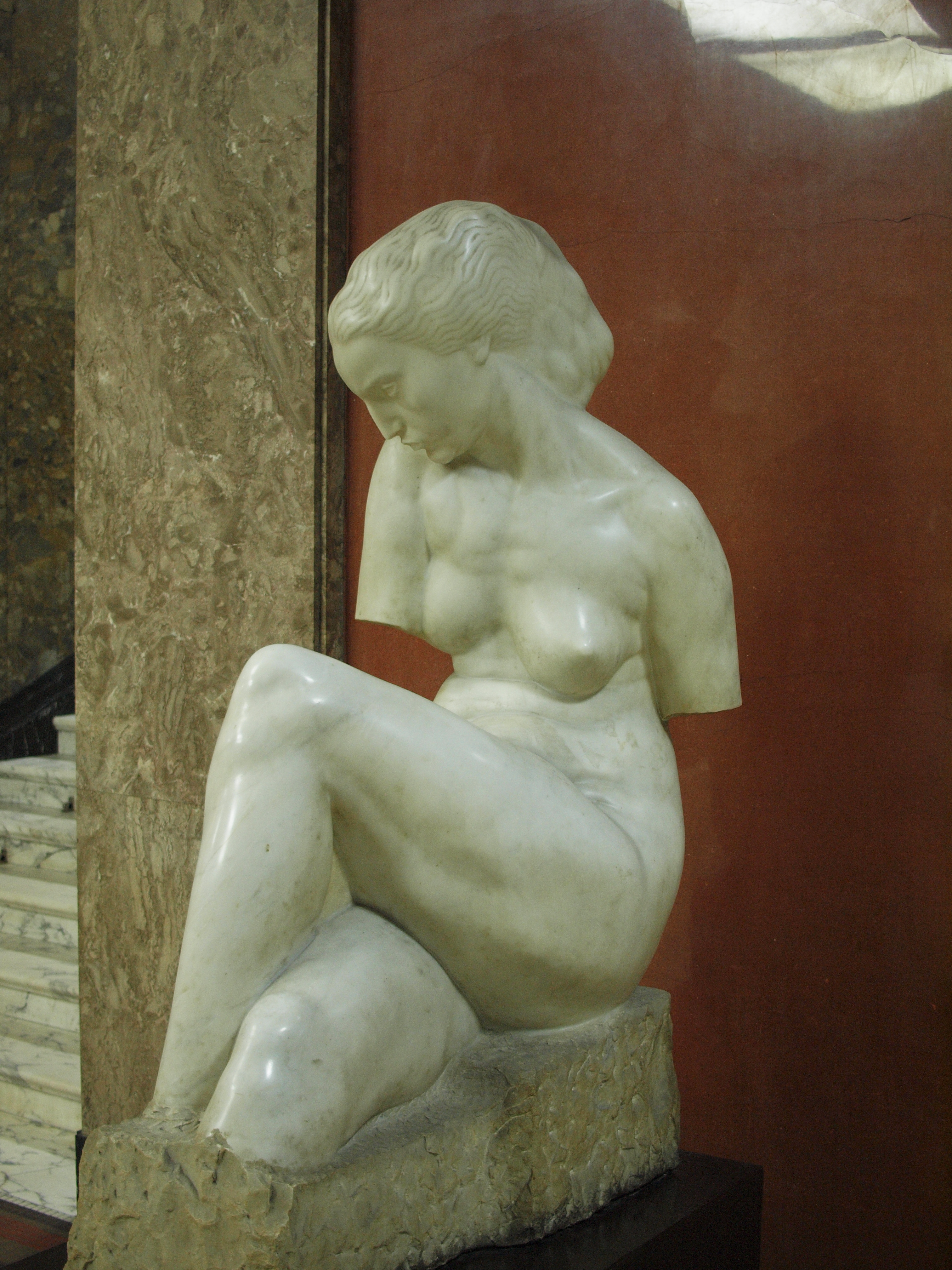
Plastik der Tochter Lazars, Vukosava, die in der Legende als die Frau Miloš Obilićs dargestellt wird. Sie nimmt in der Prosadichtung der „Legende der Amselfeldschlacht“ im Thema des „Streits der Töchter Lazars“ eine zentrale Figur ein. Skulptur Ivan Meštrović als Bestandteil des Vidovdanski Hrams

In den serbischen epischen Dichtung wird Miloš Obilić als ein Held von außergewöhnlicher Geburt und Stärke gerühmt. Seine Mutter soll eine Fee und sein Vater ein Drache gewesen sein. Die außergewöhnliche Kraft erhielt er, weil er mit Stutenmilch (serb. Kobila) genährt wurde. Daher kommt auch die Bezeichnung Kobilić. Er hatte ein außergewöhnliches Pferd mit dem Namen Ždral. Seine Gefährten waren die serbischen Ritter Milan Toplica und Ivan Kosančić.

## Vorgeschichte und Attentat auf Sultan Murad I.
Neben Fürst Lazar ist Miloš Obilić die andere zentrale Gestalt des Amselfeldmythos. Zahlreiche Heldentaten werden ihm nachgesagt, und er verkörperte die Ritterlichkeit in Person schlechthin. Nach der Legende kam er aus dem Raum Požarevac und war ein Feldherr Lazars. Ihm zur Seite standen seine Blutsbrüder Ivan Kosančić und Milan Toplica, die alle Hauptpersonen u. a. im Volksepos Das Mädchen vom Amselfeld sind, das ihren Verlobten Toplica unter den Gefallenen sucht. Andere Helden der Amselfeldschlacht waren Pavle Orlović, der Bannerträger Lazars (ebenfalls Hauptperson im Volksepos Das Mädchen vom Amselfeld, das Mädchen pflegte den schwerverwundeten Pavle Orlović, der in ihren Armen stirbt), Stefan Musić, ein edler Ritter (der in wahrer Nibelungentreue seinem Untergang entgegenreitet), der alte Jug Bogdan und seine Söhne, die neun Jugovići (eines der ergreifendsten Volksepen ist der Tod der Mutter der neun Jugovići), und insbesondere Banović Strahinja, der es an Mut und Ritterlichkeit mit Miloš Obilić aufnehmen konnte (so kämpfte er von allen in Stich gelassen alleine gegen die Türken und besiegte sie, als diese ihm seine schöne Gemahlin entführten, während sie ihm untreu wurde; selbst dann bestrafte er sie nicht, sondern übergab ihr seinen ganzen Besitz und ging von dannen).
Von Fürst Vuk Branković am Vorabend der Schlacht des Verrats beschuldigt, schwor Miloš, noch am nächsten Tag den Sultan umzubringen, um so seine Unschuld zu beweisen, selbst wenn er dabei umkommen sollte. Er ergab sich den Osmanen und gab vor, zu ihnen überlaufen zu wollen. Der Sultan, darüber erfreut, dass der größte und edelste Held Serbiens ihm huldigen und ihm ein Geheimnis anvertrauen wolle, vergaß alle Vorsicht und ließ Miloš an sein Zelt herantreten. Dort warf sich Miloš demütig in den Staub. Als er nahe genug am Sultan war, um ihm den Fuß zu küssen, riss er ein verborgenes Kurzschwert aus dem Gewand und stieß es dem Sultan in den Leib. Er selbst fiel unter den Säbelhieben der Leibwache. Der Wahrheitsgehalt dieser Legende ist unklar, es ist jedoch eine Tatsache, dass gleich nach der Amselfeldschlacht die Kunde von einem christlichen Ritter umherging, der Sultan Murad I. umgebracht haben und anschließend getötet worden sein sollte. In einem in der (umstrittenen) Sammlung Münşeʾātü s-selāṭīn ‚Schriftsätze der Sultane‘ des Staatssekretärs Feridun Ahmed Bey (gest. 1583) enthaltenen Schreiben, das als Abschrift eines aus der mittleren Dekade des Şaʿbān 791 / 5. bis 14. August 1389 datierenden Erlasses von Bayezid dem Wetterstrahl ausgewiesen ist, wird ein Miloş Ḳopilik (میلوش قوپیلك) als Attentäter Murads I. genannt. In der allgemeinen Geschichtsschreibung bleibt Miloš Obilić unerwähnt, hat jedoch nach volksüblichen Überlieferungen, aufgrund der Heldenerzählungen Bedeutung, weswegen die moderne Geschichtsforschung u. a. davon ausgeht, dass Miloš Obilić eigentlich Nikola Vratković hieß, mit dem Beinamen Miloš (der Liebliche), und der Bruder der Gemahlin Lazars, der Fürstin Milica war. Als Miloš Nikola war er zu Lebzeiten bekannt. 

### Weitere Theorien
- Eine andere Theorie behauptet, dass er mit einem Trupp seiner Ordensbruderschaft des roten Drachen die Leibgarde des Sultans außer Gefecht setzte und danach Murad ermordete. Nach der Tat soll er sich wieder freigekämpft haben und weggeritten sein. Das Dorf, in welchem er Sultan Murad erstach, wurde nach ihm benannt, das heutige Obilić.
- Gemäß der populärsten Version der Legende näherte sich Milos im Verlauf der Schlacht auf dem Amselfeld dem osmanischen Lager und gab vor, er sei ein Überläufer. In einem günstigen Augenblick jedoch gelang es ihm, auf das Zelt des Sultans vorzudringen und diesen tödlich zu verletzen.
- Nach türkischen Quellen wurde Sultan Murat I. nach der Schlacht getötet, als er sich einem serbischen Kämpfer näherte, der sich tot gestellt hatte.

## Würdigung
Im Fürstentum Serbien und im Königreich Serbien wurde zwischen 1817 und 1918 die Tapferkeitsmedaille Miloš Obilić in Gold oder Silber verliehen.